# Partecipanti alla Cadel Evans Great Ocean Road Race 2025
Elenco dei partecipanti alla Cadel Evans Great Ocean Road Race 2025.
La Cadel Evans Great Ocean Road Race 2025 è stata la nona edizione della corsa. Alla competizione presero parte 14 squadre: dieci iscritte all'UCI World Tour 2025, tre squadre invitate e 1 selezione australiana.
I ciclisti accreditati alla partenza furono 91.

## Corridori per squadra
Nota: R ritirato, NP non partito, FT fuori tempo, SQ squalificato
| Red Bull-Bora-Hansgrohe | Red Bull-Bora-Hansgrohe | Red Bull-Bora-Hansgrohe | Soudal Quick-Step     | Soudal Quick-Step     | Soudal Quick-Step     | Lidl-Trek           | Lidl-Trek               | Lidl-Trek           |
| ----------------------- | ----------------------- | ----------------------- | --------------------- | --------------------- | --------------------- | ------------------- | ----------------------- | ------------------- |
| Nº                      | Ciclista                | Clas.                   | Nº                    | Ciclista              | Clas.                 | Nº                  | Ciclista                | Clas.               |
| 1                       | Laurence Pithie         | 3º                      | 11                    | Pascal Eenkhoorn      | 20º                   | 21                  | Tim Torn Teutenberg     | 13º                 |
| 2                       | Finn Fisher-Black       | 10º                     | 12                    | Pieter Serry          | 65º                   | 22                  | Juan Pedro López        | 62º                 |
| 3                       | Filip Maciejuk          | R                       | 13                    | Andrea Raccagni       | R                     | 23                  | Bauke Mollema           | 36º                 |
| 4                       | Ryan Mullen             | R                       | 14                    | Casper Pedersen       | 43º                   | 24                  | Jacopo Mosca            | 58º                 |
| 5                       | Danny Van Poppel        | 14º                     | 15                    | Antoine Huby          | 61º                   | 25                  | Albert Withen Philipsen | R                   |
| 6                       | Sam Welsford            | R                       | 16                    | James Knox            | R                     | 26                  | Patrick Konrad          | 18º                 |
| 7                       | Ben Zwiehoff            | R                       | 17                    | William Junior Lecerf | R                     | 27                  | Andrea Bagioli          | 5º                  |
| Ineos Grenadiers        | Ineos Grenadiers        | Ineos Grenadiers        | Groupama-FDJ          | Groupama-FDJ          | Groupama-FDJ          | Movistar Team       | Movistar Team           | Movistar Team       |
| Nº                      | Ciclista                | Clas.                   | Nº                    | Ciclista              | Clas.                 | Nº                  | Ciclista                | Clas.               |
| 31                      | Lucas Hamilton          | 37º                     | 41                    | Lewis Askey           | 30º                   | 51                  | Carlos Canal            | 21º                 |
| 32                      | Michał Kwiatkowski      | 25º                     | 42                    | Sven Erik Bystrøm     | 51º                   | 53                  | Gregor Mühlberger       | 39º                 |
| 33                      | Magnus Sheffield        | 7º                      | 43                    | Clément Davy          | 38º                   | 54                  | Mathias Norsgaard       | 56º                 |
| 34                      | Ben Swift               | 52º                     | 44                    | Eddy Le Huitouze      | R                     | 55                  | Diego Pescador          | 46º                 |
| 35                      | Connor Swift            | 35º                     | 45                    | Quentin Pacher        | 24º                   | 56                  | Natnael Tesfatsion      | 19º                 |
| 36                      | Geraint Thomas          | R                       | 46                    | Rémy Rochas           | 8º                    | 57                  | Javier Romo             | 4º                  |
| 37                      | Samuel Watson           | 60º                     | 47                    | Matthew Walls         | R                     |                     |                         |                     |
| Team Jayco AlUla        | Team Jayco AlUla        | Team Jayco AlUla        | Intermarché-Wanty     | Intermarché-Wanty     | Intermarché-Wanty     | Team Picnic PostNL  | Team Picnic PostNL      | Team Picnic PostNL  |
| Nº                      | Ciclista                | Clas.                   | Nº                    | Ciclista              | Clas.                 | Nº                  | Ciclista                | Clas.               |
| 61                      | Luke Durbridge          | R                       | 71                    | Francesco Busatto     | 17º                   | 81                  | Tobias Lund Andresen    | 15º                 |
| 62                      | Kelland O'Brien         | 34º                     | 72                    | Dries De Pooter       | 29º                   | 82                  | Julius van den Berg     | 63º                 |
| 64                      | Mauro Schmid            | 1º                      | 73                    | Arne Marit            | 40º                   | 83                  | Patrick Eddy            | 55º                 |
| 65                      | Asbjørn Hellemose       | R                       | 74                    | Tom Paquot            | R                     | 84                  | Alexander Edmondson     | R                   |
| 66                      | Campbell Stewart        | 67º                     | 75                    | Dion Smith            | 31º                   | 85                  | Gijs Leemreize          | 49º                 |
| 67                      | Chris Harper            | 27º                     | 76                    | Taco van der Hoorn    | R                     | 86                  | Bjoern Koerdt           | 64º                 |
|                         |                         |                         | 77                    | Georg Zimmermann      | 22º                   | 87                  | Oscar Onley             | 9º                  |
| Cofidis                 | Cofidis                 | Cofidis                 | XDS Astana Team       | XDS Astana Team       | XDS Astana Team       | Israel-Premier Tech | Israel-Premier Tech     | Israel-Premier Tech |
| Nº                      | Ciclista                | Clas.                   | Nº                    | Ciclista              | Clas.                 | Nº                  | Ciclista                | Clas.               |
| 91                      | Bryan Coquard           | 16º                     | 101                   | Alberto Bettiol       | R                     | 111                 | George Bennett          | 28º                 |
| 92                      | Jesús Herrada           | 69º                     | 102                   | Nicola Conci          | 53º                   | 112                 | Simon Clarke            | 50º                 |
| 93                      | Ion Izagirre            | 32º                     | 103                   | Aaron Gate            | 2º                    | 113                 | Pier-André Côté         | 45º                 |
| 94                      | Nolann Mahoudo          | 57º                     | 105                   | Henok Mulubrhan       | 23º                   | 114                 | Nick Schultz            | R                   |
| 95                      | Jan Maas                | 70º                     | 106                   | Ide Schelling         | 54º                   | 115                 | Corbin Strong           | 6º                  |
| 96                      | Paul Ourselin           | 48º                     | 107                   | Sergio Higuita        | R                     | 116                 | Stephen Williams        | 66º                 |
| 97                      | Alexis Renard           | 41º                     |                       |                       |                       | 117                 | Michael Woods           | 12º                 |
| EF Education-EasyPost   | EF Education-EasyPost   | EF Education-EasyPost   | Selezione australiana | Selezione australiana | Selezione australiana |                     |                         |                     |
| Nº                      | Ciclista                | Clas.                   | Nº                    | Ciclista              | Clas.                 |                     |                         |                     |
| 121                     | Esteban Chaves          | 11º                     | 131                   | Cameron Scott         | R                     |                     |                         |                     |
| 123                     | Lukas Nerurkar          | 59º                     | 132                   | Zac Marriage          | R                     |                     |                         |                     |
| 124                     | Jardi van der Lee       | R                       | 133                   | Fergus Browning       | R                     |                     |                         |                     |
| 125                     | Markel Beloki           | R                       | 134                   | Rudy Porter           | 26º                   |                     |                         |                     |
| 126                     | Max Walker              | 33º                     | 135                   | Oliver Bleddyn        | 47º                   |                     |                         |                     |
| 127                     | Alastair MacKellar      | 68º                     | 136                   | Liam Walsh            | 44º                   |                     |                         |                     |
|                         |                         |                         | 137                   | Matthew Fox           | 42º                   |                     |                         |                     |